# Tomáš Baťa
Tomáš Baťa (Zlín, 3. travnja 1876.  – Otrokovice, 12. srpnja 1932.) bio je osnivač poduzeća za proizvodnju obuće Bata i jedan od najvećih poduzetnika svoga vremena. Uveo je mnoge nove ideje u područje proizvodnje i prodaje proizvoda koje su utjecale na brojne buduće ekonomiste. Njegovi postupci i tehnologije bili su revolucionarni za tadašnje poduzetnike, a i danas se koriste kao primjer vrhunskog menadžmenta. Za svoje poduzeće, izgradio je grad Zlín te Borovo Naselje u Hrvatskoj.
Baťa je bio svojevrsni fenomen prvo u granicama ondašnje Čehoslovačke, a onda i šire. Među prvima je u svoju tvornicu uveo proizvodnju na tvorničkoj traci. Brinuo se za radnike, gradio im je smještajne objekte i brinuo se za njihovo obrazovanje. Podigao je i mnogo građevina, između ostalog, napravio je i Batin kanal.
Poginuo je u zrakoplovnoj nesreći.

## U Hrvatskoj
Po modelu svojih tvornica Bata, 1931. godine osnovao je tvornicu „Bata-Borovo“ oko koje se oblikovalo Borovo Naselje, danas gradska četvrt u Vukovaru Godine 1936., naselje je imalo 122 zgrade izgrađene od neožbukane crvene opeke u kojima je živjelo 1,818 stanovnika. 
Današnji HNK Borovo osnovan je 1933. godine kao Bata SK i bio je reklamna momčad tvornice Bata Borovo. 